# Clostridium pascui
Il Clostridium pascui è una specie di batterio appartenente alla famiglia delle Clostridiaceae.